# Primera División Femenina de España 2014-15
La temporada 2014-15 fue la 27.ª edición de la Primera División Femenina de fútbol. Se dio inicio a la competición el 6 de septiembre de 2014 y finalizó el 3 de mayo de 2015. Por cuarta temporada consecutiva, el F. C. Barcelona se coronó campeón de Liga en la jornada 28, alcanzando así al Athletic Club y al Levante U. D. como equipo con más títulos.

## Sistema de competición
La competición la disputaron 16 equipos, que juegan todos contra todos a doble partido (un partido en el campo de cada equipo), según el calendario previamente establecido por sorteo.
Los equipos puntúan en función de sus resultados: tres puntos por partido ganado, uno por el empate y ninguno por las derrotas. El club que sume más puntos al término del campeonato se proclamará campeón de liga y obtendrá una plaza en la Liga de Campeones Femenina de la próxima temporada, a este equipo se le suma este año el segundo clasificado. Asimismo, los ocho primeros clasificados disputarán la Copa de la Reina al término de la liga. Los dos últimos clasificados descenderán a Segunda División Femenina.

## Ascensos y descensos
| Pos. | Descendidos de 1ª División |
| ---- | -------------------------- |
| 15.º | Granada C. F.              |
| 16.º | F. C. Levante Las Planas   |

| Pos. | Ascendidos de 2ª División |
| ---- | ------------------------- |
| 1.º  | Fundación Albacete        |
| 2.º  | Santa Teresa CD           |

## Información de los equipos
| Equipo                          | Ciudad                | Entrenador            | Estadio                         | Aforo | Marca   | Patrocinador                 |
| ------------------------------- | --------------------- | --------------------- | ------------------------------- | ----- | ------- | ---------------------------- |
| Athletic Club                   | Bilbao                | Juan Luis Fuentes     | Instalaciones de Lezama         | 1500  | Nike    | Diputación Foral de Vizcaya  |
| Club Atlético de Madrid Féminas | Madrid                | Miguel Ángel Sopuerta | Miniestadio Cerro del Espino    | 3500  | Nike    | Air Europa                   |
| C. D. Transportes Alcaine       | Zaragoza              | Alberto Berna         | Estadio Pedro Sancho            | 1000  | Adidas  | Transportes Alcaine          |
| Club Esportiu Sant Gabriel      | San Adrián de Besós   | Antonio Camacho       | José Luis Ruiz Casado           | 1000  | Nike    |                              |
| Fundación Albacete              | Albacete              | Milagros Martínez     | Ciudad Deportiva Andrés Iniesta | 3000  | Hummel  | Nexus Energía                |
| Fútbol Club Barcelona           | Barcelona             | Xavi Llorens          | Ciudad Deportiva Joan Gamper    | 950   | Nike    | Qatar Airways                |
| Levante Unión Deportiva         | Valencia              | Antonio Contreras     | Polideportivo de Nazaret        | 400   | Nike    | Diputación de Valencia       |
| Oviedo Moderno Club de Fútbol   | Oviedo                | Pepe Rodríguez        | Manuel Díaz Vega                | 1000  | Legea   | Alimerka                     |
| Rayo Vallecano de Madrid        | Madrid                | Laura Torvisco        | Ciudad Deportiva Rayo Vallecano | 2500  | Erreà   |                              |
| Real Club Deportivo Espanyol    | Cornellà de Llobregat | José Antonio Montes   | Ciutat Esportiva Dani Jarque    | 1000  | Puma    | Cancún, EMB                  |
| Real Sociedad de Fútbol         | San Sebastián         | Unai Gazpio           | Instalaciones de Zubieta        | 2500  | Adidas  | La Gula del Norte            |
| Santa Teresa Club Deportivo     | Badajoz               | Juan Carlos Antúnez   | I. D. M. El Vivero              | 800   |         | Al Corte                     |
| Sevilla Fútbol Club             | Sevilla               | Fran Licera           | José Ramón Cisneros Palacios    | 7500  | Warrior |                              |
| Sporting Club de Huelva         | Huelva                | Antonio Toledo        | Campos federativos de La Orden  | 800   | Mercury | Cajasol                      |
| Unión Deportiva Collerense      | Palma de Mallorca     | Miguel Bestard        | Can Caimari                     | 1000  | Erreà   | Reciclajes Pérez, Air Europa |
| Valencia Féminas Club de Fútbol | Valencia              | Cristian Toro         | Municipal de Beniferri          | 1000  | Adidas  | GolTV                        |

## Equipos por Comunidad Autónoma
| Com. Autónoma      | N.º | Equipos                                                 |
| ------------------ | --- | ------------------------------------------------------- |
| Cataluña           | 3   | C. E. Sant Gabriel, F. C. Barcelona y R. C. D. Espanyol |
| Andalucía          | 2   | Sevilla F. C. y Sporting de Huelva                      |
| Com. de Madrid     | 2   | Atlético de Madrid y Rayo Vallecano                     |
| C. Valenciana      | 2   | Levante U. D. y Valencia C. F.                          |
| País Vasco         | 2   | Athletic Club y Real Sociedad                           |
| Aragón             | 1   | C. D. Transportes Alcaine                               |
| Asturias           | 1   | Oviedo Moderno C. F.                                    |
| Castilla-La Mancha | 1   | Fundación Albacete                                      |
| Extremadura        | 1   | Santa Teresa C. D.                                      |
| Islas Baleares     | 1   | U. D. Collerense                                        |

## Clasificación
|  |     | Equipos                   |  | P. J. | G. | E. | P. | G. F. | G. C. | Dif. | Pts. |
|  | --- | ------------------------- |  | ----- | -- | -- | -- | ----- | ----- | ---- | ---- |
|  | 1.  | F. C. Barcelona (C)       |  | 30    | 25 | 2  | 3  | 93    | 9     | +84  | 77   |
|  | 2.  | Atlético Féminas          |  | 30    | 20 | 9  | 1  | 54    | 21    | +33  | 69   |
|  | 3.  | Athletic Club             |  | 30    | 19 | 8  | 3  | 73    | 24    | +49  | 65   |
|  | 4.  | Valencia Féminas          |  | 30    | 17 | 8  | 5  | 58    | 25    | +33  | 59   |
|  | 5.  | Levante U. D.             |  | 30    | 15 | 10 | 5  | 60    | 25    | +35  | 55   |
|  | 6.  | Rayo Vallecano            |  | 30    | 13 | 8  | 9  | 45    | 34    | +11  | 47   |
|  | 7.  | R. C. D. Espanyol         |  | 30    | 12 | 7  | 11 | 50    | 54    | -4   | 46   |
|  | 8.  | Sporting de Huelva        |  | 30    | 11 | 8  | 11 | 51    | 55    | -4   | 41   |
|  | 9.  | Santa Teresa C. D.        |  | 30    | 9  | 7  | 14 | 33    | 53    | -20  | 34   |
|  | 10. | Oviedo Moderno C. F.      |  | 30    | 8  | 8  | 14 | 35    | 61    | -26  | 32   |
|  | 11. | Real Sociedad             |  | 30    | 7  | 9  | 14 | 39    | 47    | -8   | 30   |
|  | 13. | Fundación Albacete        |  | 30    | 6  | 7  | 17 | 38    | 63    | -25  | 25   |
|  | 14. | C. D. Transportes Alcaine |  | 30    | 5  | 10 | 15 | 27    | 53    | -26  | 25   |
|  | 12. | U. D. Collerense          |  | 30    | 7  | 4  | 19 | 32    | 65    | -33  | 25   |
|  | 15. | C. E. Sant Gabriel (D)    |  | 30    | 7  | 2  | 21 | 28    | 63    | -35  | 23   |
|  | 16. | Sevilla F. C. (D)         |  | 30    | 4  | 3  | 23 | 27    | 91    | -64  | 15   |

(D) Descendido (C) Campeón
Pts. = Puntos; P. J. = Partidos jugados; G. = Partidos ganados; E. = Partidos empatados; P. = Partidos perdidos; G. F. = Goles a favor; G. C. = Goles en contra; Dif. = Diferencia de goles
|  | Clasificado para la Liga de Campeones 2015/16 y la Copa de la Reina 2015 |
|  | Clasificado para la Copa de la Reina 2015                                |
|  | Desciende a Segunda División 2015/16                                     |

### Evolución de la clasificación
| Equipo / Jornada          | 1  | 2  | 3  | 4  | 5  | 6  | 7  | 8  | 9  | 10 | 11 | 12 | 13 | 14 | 15 | 16 | 17 | 18 | 19 | 20 | 21 | 22 | 23 | 24 | 25 | 26 | 27 | 28 | 29 | 30 |
| Equipo / Jornada          |    |    |    |    |    |    |    |    |    |    |    |    |    |    |    |    |    |    |    |    |    |    |    |    |    |    |    |    |    |    |
| ------------------------- | -- | -- | -- | -- | -- | -- | -- | -- | -- | -- | -- | -- | -- | -- | -- | -- | -- | -- | -- | -- | -- | -- | -- | -- | -- | -- | -- | -- | -- | -- |
| F. C. Barcelona           | 6  | 8  | 5  | 5  | 5  | 4  | 3  | 2  | 2  | 1  | 1  | 1  | 1  | 1  | 1  | 1  | 1  | 1  | 1  | 1  | 1  | 1  | 1  | 1  | 1  | 1  | 1  | 1  | 1  | 1  |
| Atlético Féminas          | 9  | 7  | 4  | 4  | 4  | 5  | 5  | 5  | 4  | 4  | 4  | 3  | 2  | 2  | 2  | 2  | 2  | 2  | 2  | 2  | 2  | 2  | 2  | 2  | 2  | 2  | 2  | 2  | 2  | 2  |
| Athletic Club             | 2  | 3  | 3  | 1  | 1  | 1  | 1  | 1  | 1  | 3  | 2  | 2  | 4  | 3  | 3  | 4  | 4  | 4  | 4  | 4  | 4  | 4  | 4  | 4  | 4  | 4  | 3  | 3  | 3  | 3  |
| Valencia Féminas          | 1  | 1  | 2  | 2  | 3  | 2  | 4  | 3  | 3  | 2  | 3  | 4  | 3  | 4  | 4  | 3  | 3  | 3  | 3  | 3  | 3  | 3  | 3  | 3  | 3  | 3  | 4  | 4  | 4  | 4  |
| Levante U. D.             | 7  | 2  | 1  | 3  | 2  | 3  | 2  | 4  | 5  | 6  | 6  | 6  | 7  | 6  | 5  | 5  | 5  | 5  | 5  | 5  | 5  | 5  | 5  | 5  | 5  | 5  | 5  | 5  | 5  | 5  |
| Rayo Vallecano            | 8  | 11 | 11 | 11 | 9  | 8  | 7  | 7  | 8  | 8  | 8  | 7  | 5  | 5  | 6  | 6  | 6  | 6  | 6  | 6  | 6  | 6  | 6  | 6  | 6  | 6  | 6  | 6  | 6  | 6  |
| R. C. D. Espanyol         | 16 | 10 | 7  | 8  | 7  | 7  | 8  | 8  | 7  | 7  | 7  | 8  | 8  | 8  | 8  | 8  | 7  | 7  | 7  | 8  | 7  | 7  | 7  | 7  | 7  | 7  | 8  | 8  | 7  | 7  |
| Sporting de Huelva        | 15 | 12 | 12 | 13 | 10 | 11 | 11 | 11 | 11 | 9  | 9  | 9  | 9  | 9  | 9  | 9  | 9  | 8  | 8  | 7  | 8  | 9  | 9  | 8  | 8  | 8  | 7  | 7  | 8  | 8  |
| Santa Teresa C. D.        | 12 | 13 | 14 | 12 | 13 | 12 | 13 | 13 | 14 | 15 | 14 | 14 | 15 | 14 | 11 | 10 | 10 | 10 | 10 | 10 | 10 | 11 | 10 | 10 | 10 | 10 | 10 | 10 | 10 | 9  |
| Oviedo Moderno C. F.      | 5  | 6  | 8  | 6  | 6  | 6  | 6  | 6  | 6  | 5  | 5  | 5  | 6  | 7  | 7  | 7  | 8  | 9  | 9  | 9  | 9  | 8  | 8  | 9  | 9  | 9  | 9  | 9  | 9  | 10 |
| Real Sociedad             | 10 | 14 | 13 | 14 | 14 | 15 | 12 | 10 | 10 | 10 | 10 | 10 | 10 | 11 | 12 | 13 | 13 | 13 | 13 | 11 | 11 | 10 | 11 | 11 | 11 | 11 | 11 | 11 | 11 | 11 |
| Fundación Albacete        | 4  | 5  | 9  | 9  | 12 | 13 | 14 | 14 | 13 | 13 | 13 | 13 | 13 | 12 | 14 | 14 | 14 | 14 | 14 | 14 | 14 | 14 | 14 | 14 | 15 | 15 | 15 | 15 | 13 | 12 |
| C. D. Transportes Alcaine | 3  | 4  | 10 | 10 | 11 | 10 | 10 | 9  | 9  | 11 | 11 | 12 | 12 | 10 | 13 | 12 | 11 | 12 | 11 | 12 | 12 | 12 | 12 | 13 | 14 | 14 | 14 | 13 | 15 | 13 |
| U. D. Collerense          | 13 | 9  | 6  | 7  | 8  | 9  | 9  | 12 | 12 | 12 | 12 | 11 | 11 | 13 | 10 | 11 | 12 | 11 | 12 | 13 | 13 | 13 | 13 | 12 | 12 | 12 | 13 | 14 | 12 | 14 |
| C. E. Sant Gabriel        | 14 | 15 | 15 | 15 | 16 | 16 | 16 | 16 | 15 | 14 | 15 | 15 | 14 | 15 | 15 | 15 | 15 | 15 | 15 | 16 | 16 | 16 | 15 | 15 | 13 | 13 | 12 | 12 | 14 | 15 |
| Sevilla F. C.             | 11 | 16 | 16 | 16 | 15 | 14 | 15 | 15 | 16 | 16 | 16 | 16 | 16 | 16 | 16 | 16 | 16 | 16 | 16 | 15 | 15 | 15 | 16 | 16 | 16 | 16 | 16 | 16 | 16 | 16 |

## Resultados

### Primera vuelta
| Athletic Club        | 5 - 1 | Sporting de Huelva        | Instalaciones de Lezama         | 6 de septiembre | 18:00 |
| Fundación Albacete   | 3 - 1 | Sevilla F. C.             | Ciudad Deportiva Andrés Iniesta | 6 de septiembre | 19:30 |
| Santa Teresa C. D.   | 1 - 3 | C. D. Transportes Alcaine | I. D. M. El Vivero              | 7 de septiembre | 11:45 |
| F. C. Barcelona      | 2 - 0 | U. D. Collerense          | Ciudad Deportiva Joan Gamper    | 7 de septiembre | 12:00 |
| Oviedo Moderno C. F. | 2 - 0 | C. E. Sant Gabriel        | Manuel Díaz Vega                | 7 de septiembre | 12:00 |
| Levante U. D.        | 1 - 0 | Real Sociedad             | Polideportivo de Nazaret        | 7 de septiembre | 12:00 |
| R. C. D. Espanyol    | 0 - 5 | Valencia C. F.            | Ciutat Esportiva Dani Jarque    | 7 de septiembre | 12:00 |
| Atlético Féminas     | 0 - 0 | Rayo Vallecano            | Miniestadio Cerro del Espino    | 7 de septiembre | 18:00 |

| Valencia C. F.            | 2 - 1 | F. C. Barcelona      | Municipal de Beniferri          | 20 de septiembre | 11:45 |
| U. D. Collerense          | 2 - 1 | Santa Teresa C. D.   | Can Caimari                     | 21 de septiembre | 11:00 |
| C. E. Sant Gabriel        | 2 - 4 | R. C. D. Espanyol    | José Luis Ruiz Casado           | 21 de septiembre | 11:00 |
| Rayo Vallecano            | 1 - 2 | Athletic Club        | Ciudad Deportiva Rayo Vallecano | 21 de septiembre | 12:00 |
| C. D. Transportes Alcaine | 0 - 0 | Fundación Albacete   | Pedro Sancho                    | 21 de septiembre | 12:00 |
| Sevilla F. C.             | 0 - 5 | Levante U. D.        | José Ramón Cisneros Palacios    | 21 de septiembre | 12:00 |
| Sporting de Huelva        | 1 - 1 | Oviedo Moderno C. F. | Polideportivo Pepe San Andrés   | 21 de septiembre | 12:30 |
| Real Sociedad             | 0 - 2 | Atlético Féminas     | Instalaciones de Zubieta        | 21 de septiembre | 16:00 |

| Athletic Club        | 2 - 1 | Real Sociedad             | Instalaciones de Lezama         | 27 de septiembre | 11:45 |
| Levante U. D.        | 5 - 1 | C. D. Transportes Alcaine | Polideportivo de Nazaret        | 27 de septiembre | 17:00 |
| Fundación Albacete   | 1 - 3 | U. D. Collerense          | Ciudad Deportiva Andrés Iniesta | 28 de septiembre | 11:30 |
| R. C. D. Espanyol    | 4 - 2 | Sporting de Huelva        | Ciutat Esportiva Dani Jarque    | 28 de septiembre | 12:00 |
| Valencia C. F.       | 3 - 0 | C. E. Sant Gabriel        | Municipal de Beniferri          | 28 de septiembre | 12:00 |
| F. C. Barcelona      | 4 - 0 | Santa Teresa C. D.        | Ciudad Deportiva Joan Gamper    | 28 de septiembre | 12:00 |
| Oviedo Moderno C. F. | 1 - 1 | Rayo Vallecano            | Manuel Díaz Vega                | 28 de septiembre | 12:00 |
| Atlético Féminas     | 1 - 0 | Sevilla F. C.             | Miniestadio Cerro del Espino    | 28 de septiembre | 12:30 |

| Santa Teresa C. D.        | 3 - 2 | Fundación Albacete   | I. D. M. El Vivero              | 4 de octubre | 11:45 |
| C. E. Sant Gabriel        | 0 - 3 | F. C. Barcelona      | José Luis Ruiz Casado           | 4 de octubre | 17:30 |
| C. D. Transportes Alcaine | 1 - 2 | Atlético Féminas     | Pedro Sancho                    | 4 de octubre | 18:00 |
| Sevilla F. C.             | 0 - 8 | Athletic Club        | José Ramón Cisneros Palacios    | 5 de octubre | 10:00 |
| Sporting de Huelva        | 1 - 2 | Valencia C. F.       | Polideportivo Pepe San Andrés   | 5 de octubre | 12:15 |
| U. D. Collerense          | 2 - 2 | Levante U. D.        | Can Caimari                     | 5 de octubre | 12:30 |
| Rayo Vallecano            | 0 - 0 | R. C. D. Espanyol    | Ciudad Deportiva Rayo Vallecano | 5 de octubre | 13:30 |
| Real Sociedad             | 1 - 3 | Oviedo Moderno C. F. | Instalaciones de Zubieta        | 5 de octubre | 16:00 |

| Valencia C. F.       | 0 - 0 | Rayo Vallecano            | Municipal de Beniferri       | 11 de octubre | 11:45 |
| Athletic Club        | 3 - 1 | C. D. Transportes Alcaine | Instalaciones de Lezama      | 11 de octubre | 18:00 |
| C. E. Sant Gabriel   | 2 - 6 | Sporting de Huelva        | José Luis Ruiz Casado        | 12 de octubre | 11:00 |
| F. C. Barcelona      | 8 - 0 | Fundación Albacete        | Ciudad Deportiva Joan Gamper | 12 de octubre | 12:00 |
| Levante U. D.        | 1 - 0 | Santa Teresa C. D.        | Polideportivo de Nazaret     | 12 de octubre | 12:00 |
| R. C. D. Espanyol    | 2 - 2 | Real Sociedad             | Ciutat Esportiva Dani Jarque | 12 de octubre | 12:15 |
| Oviedo Moderno C. F. | 3 - 3 | Sevilla F. C.             | Manuel Díaz Vega             | 12 de octubre | 12:30 |
| Atlético Féminas     | 3 - 1 | U. D. Collerense          | Miniestadio Cerro del Espino | 12 de octubre | 16:00 |

| Sevilla F. C.             | 2 - 2 | R. C. D. Espanyol    | José Ramón Cisneros Palacios    | 18 de octubre | 11:45 |
| Fundación Albacete        | 0 - 2 | Levante U. D.        | Ciudad Deportiva Andrés Iniesta | 18 de octubre | 17:00 |
| U. D. Collerense          | 0 - 1 | Athletic Club        | Can Caimari                     | 19 de octubre | 11:00 |
| Sporting de Huelva        | 0 - 4 | F. C. Barcelona      | Polideportivo Pepe San Andrés   | 19 de octubre | 11:30 |
| Santa Teresa C. D.        | 2 - 2 | Atlético Féminas     | I. D. M. El Vivero              | 19 de octubre | 11:45 |
| Real Sociedad             | 2 - 5 | Valencia C. F.       | Instalaciones de Zubieta        | 19 de octubre | 12:00 |
| Rayo Vallecano            | 2 - 1 | C. E. Sant Gabriel   | Ciudad Deportiva Rayo Vallecano | 19 de octubre | 12:00 |
| C. D. Transportes Alcaine | 1 - 2 | Oviedo Moderno C. F. | Pedro Sancho                    | 19 de octubre | 12:00 |

| F. C. Barcelona      | 3 - 0 | Levante U. D.             | Ciudad Deportiva Joan Gamper  | 1 de noviembre | 11:45 |
| Athletic Club        | 3 - 0 | Santa Teresa C. D.        | Instalaciones de Lezama       | 1 de noviembre | 20:00 |
| C. E. Sant Gabriel   | 0 - 1 | Real Sociedad             | José Luis Ruiz Casado         | 2 de noviembre | 11:00 |
| Sporting de Huelva   | 0 - 1 | Rayo Vallecano            | Polideportivo Pepe San Andrés | 2 de noviembre | 11:30 |
| Oviedo Moderno C. F. | 4 - 1 | U. D. Collerense          | Manuel Díaz Vega              | 2 de noviembre | 12:00 |
| Valencia C. F.       | 3 - 0 | Sevilla F. C.             | Municipal de Beniferri        | 2 de noviembre | 12:00 |
| R. C. D. Espanyol    | 2 - 2 | C. D. Transportes Alcaine | Ciutat Esportiva Dani Jarque  | 2 de noviembre | 12:15 |
| Atlético Féminas     | 3 - 1 | Fundación Albacete        | Miniestadio Cerro del Espino  | 2 de noviembre | 13:00 |

| Levante U. D.             | 1 - 3 | Atlético Féminas     | Polideportivo de Nazaret        | 8 de noviembre  | 11:45 |
| C. D. Transportes Alcaine | 0 - 0 | Valencia C. F.       | Pedro Sancho                    | 8 de noviembre  | 17:30 |
| Santa Teresa C. D.        | 2 - 3 | Oviedo Moderno C. F. | I. D. M. El Vivero              | 9 de noviembre  | 11:45 |
| Fundación Albacete        | 1 - 1 | Athletic Club        | Ciudad Deportiva Andrés Iniesta | 9 de noviembre  | 12:00 |
| Sevilla F. C.             | 0 - 2 | C. E. Sant Gabriel   | José Ramón Cisneros Palacios    | 9 de noviembre  | 12:00 |
| Real Sociedad             | 0 - 0 | Sporting de Huelva   | Instalaciones de Zubieta        | 9 de noviembre  | 12:00 |
| U. D. Collerense          | 1 - 2 | R. C. D. Espanyol    | Can Caimari                     | 9 de noviembre  | 12:00 |
| Rayo Vallecano            | 0 - 1 | F. C. Barcelona      | Ciudad Deportiva Rayo Vallecano | 20 de diciembre | 16:00 |

| Athletic Club        | 1 - 1 | Levante U. D.             | Instalaciones de Lezama         | 15 de noviembre | 11:45 |
| C. E. Sant Gabriel   | 1 - 1 | C. D. Transportes Alcaine | José Luis Ruiz Casado           | 15 de noviembre | 16:30 |
| F. C. Barcelona      | 1 - 0 | Atlético Féminas          | Ciudad Deportiva Joan Gamper    | 16 de noviembre | 10:45 |
| Sporting de Huelva   | 3 - 0 | Sevilla F. C.             | Polideportivo Pepe San Andrés   | 16 de noviembre | 11:30 |
| Oviedo Moderno C. F. | 1 - 0 | Fundación Albacete        | Manuel Díaz Vega                | 16 de noviembre | 12:00 |
| R. C. D. Espanyol    | 4 - 0 | Santa Teresa C. D.        | Ciutat Esportiva Dani Jarque    | 16 de noviembre | 12:15 |
| Valencia C. F.       | 5 - 0 | U. D. Collerense          | Municipal de Beniferri          | 16 de noviembre | 13:00 |
| Rayo Vallecano       | 0 - 1 | Real Sociedad             | Ciudad Deportiva Rayo Vallecano | 16 de noviembre | 13:30 |

| Atlético Féminas          | 2 - 0 | Athletic Club        | Miniestadio Cerro del Espino    | 29 de noviembre | 11:45 |
| Santa Teresa C. D.        | 1 - 0 | Valencia C. F.       | I. D. M. El Vivero              | 30 de noviembre | 11:45 |
| U. D. Collerense          | 2 - 2 | C. E. Sant Gabriel   | Can Caimari                     | 30 de noviembre | 12:00 |
| C. D. Transportes Alcaine | 1 - 3 | Sporting de Huelva   | Pedro Sancho                    | 30 de noviembre | 12:15 |
| Real Sociedad             | 0 - 2 | F. C. Barcelona      | Instalaciones de Zubieta        | 30 de noviembre | 12:30 |
| Fundación Albacete        | 2 - 1 | R. C. D. Espanyol    | Ciudad Deportiva Andrés Iniesta | 30 de noviembre | 13:00 |
| Sevilla F. C.             | 1 - 5 | Rayo Vallecano       | José Ramón Cisneros Palacios    | 30 de noviembre | 13:30 |
| Levante U. D.             | 5 - 0 | Oviedo Moderno C. F. | Polideportivo de Nazaret        | 13 de enero     | 16:30 |

| F. C. Barcelona      | 4 - 0 | Athletic Club             | Ciudad Deportiva Joan Gamper    | 6 de diciembre | 11:45 |
| Rayo Vallecano       | 5 - 0 | C. D. Transportes Alcaine | Ciudad Deportiva Rayo Vallecano | 6 de diciembre | 16:00 |
| C. E. Sant Gabriel   | 2 - 0 | Santa Teresa C. D.        | José Luis Ruiz Casado           | 7 de diciembre | 11:00 |
| Sporting de Huelva   | 2 - 1 | U. D. Collerense          | Polideportivo Pepe San Andrés   | 7 de diciembre | 11:00 |
| R. C. D. Espanyol    | 1 - 0 | Levante U. D.             | Ciutat Esportiva Dani Jarque    | 7 de diciembre | 12:00 |
| Real Sociedad        | 0 - 1 | Sevilla F. C.             | Instalaciones de Zubieta        | 7 de diciembre | 12:00 |
| Valencia C. F.       | 1 - 0 | Fundación Albacete        | Municipal de Beniferri          | 7 de diciembre | 12:00 |
| Oviedo Moderno C. F. | 0 - 1 | Atlético Féminas          | Manuel Díaz Vega                | 7 de diciembre | 12:30 |

| Levante U. D.             | 0 - 0 | Valencia C. F.       | Polideportivo de Nazaret        | 13 de diciembre | 11:45 |
| C. D. Transportes Alcaine | 2 - 1 | Real Sociedad        | Pedro Sancho                    | 13 de diciembre | 17:00 |
| Athletic Club             | 3 - 0 | Oviedo Moderno C. F. | Instalaciones de Lezama         | 13 de diciembre | 20:00 |
| U. D. Collerense          | 1 - 4 | Rayo Vallecano       | Can Caimari                     | 14 de diciembre | 11:00 |
| Fundación Albacete        | 2 - 0 | C. E. Sant Gabriel   | Ciudad Deportiva Andrés Iniesta | 14 de diciembre | 11:00 |
| Santa Teresa C. D.        | 2 - 0 | Sporting de Huelva   | I. D. M. El Vivero              | 14 de diciembre | 11:45 |
| Sevilla F. C.             | 0 - 3 | F. C. Barcelona      | José Ramón Cisneros Palacios    | 14 de diciembre | 12:00 |
| Atlético Féminas          | 1 - 0 | R. C. D. Espanyol    | Miniestadio Cerro del Espino    | 14 de diciembre | 12:30 |

| Valencia C. F.     | 2 - 2 | Atlético Féminas          | Municipal de Beniferri          | 25 de octubre | 11:45 |
| Rayo Vallecano     | 3 - 0 | Santa Teresa C. D.        | Ciudad Deportiva Rayo Vallecano | 25 de octubre | 17:00 |
| Real Sociedad      | 4 - 1 | U. D. Collerense          | Instalaciones de Zubieta        | 26 de octubre | 11:00 |
| F. C. Barcelona    | 5 - 1 | Oviedo Moderno C. F.      | Ciudad Deportiva Joan Gamper    | 26 de octubre | 12:00 |
| Sporting de Huelva | 4 - 3 | Fundación Albacete        | Polideportivo Pepe San Andrés   | 26 de octubre | 12:00 |
| Sevilla F. C.      | 0 - 1 | C. D. Transportes Alcaine | José Ramón Cisneros Palacios    | 26 de octubre | 12:00 |
| R. C. D. Espanyol  | 1 - 1 | Athletic Club             | Ciutat Esportiva Dani Jarque    | 26 de octubre | 12:15 |
| C. E. Sant Gabriel | 0 - 3 | Levante U. D.             | José Luis Ruiz Casado           | 26 de octubre | 16:30 |

| Oviedo Moderno C. F. | 1 - 1 | R. C. D. Espanyol         | Manuel Díaz Vega                | 22 de noviembre | 11:45 |
| F. C. Barcelona      | 4 - 0 | C. D. Transportes Alcaine | Ciudad Deportiva Joan Gamper    | 22 de noviembre | 16:00 |
| U. D. Collerense     | 3 - 0 | Sevilla F. C.             | Can Caimari                     | 23 de noviembre | 11:00 |
| Athletic Club        | 1 - 0 | Valencia C. F.            | Instalaciones de Lezama         | 23 de noviembre | 11:30 |
| Levante U. D.        | 1 - 1 | Sporting de Huelva        | Polideportivo de Nazaret        | 23 de noviembre | 11:30 |
| Santa Teresa C. D.   | 3 - 3 | Real Sociedad             | I. D. M. El Vivero              | 23 de noviembre | 11:45 |
| Fundación Albacete   | 2 - 3 | Rayo Vallecano            | Ciudad Deportiva Andrés Iniesta | 23 de noviembre | 12:00 |
| Atlético Féminas     | 3 - 1 | C. E. Sant Gabriel        | Miniestadio Cerro del Espino    | 23 de noviembre | 12:30 |

| R. C. D. Espanyol         | 0 - 4 | F. C. Barcelona      | Ciutat Esportiva Dani Jarque    | 10 de enero | 11:45 |
| Rayo Vallecano            | 0 - 0 | Levante U. D.        | Ciudad Deportiva Rayo Vallecano | 10 de enero | 16:30 |
| C. E. Sant Gabriel        | 1 - 4 | Athletic Club        | José Luis Ruiz Casado           | 11 de enero | 10:00 |
| C. D. Transportes Alcaine | 0 - 2 | U. D. Collerense     | Pedro Sancho                    | 11 de enero | 12:00 |
| Real Sociedad             | 1 - 1 | Fundación Albacete   | Instalaciones de Zubieta        | 11 de enero | 12:00 |
| Valencia C. F.            | 4 - 1 | Oviedo Moderno C. F. | Municipal de Beniferri          | 11 de enero | 12:00 |
| Sevilla F. C.             | 2 - 3 | Santa Teresa C. D.   | José Ramón Cisneros Palacios    | 11 de enero | 12:00 |
| Sporting de Huelva        | 0 - 2 | Atlético Féminas     | Polideportivo Pepe San Andrés   | 11 de enero | 12:30 |

### Segunda vuelta
| Rayo Vallecano            | 2 - 3 | Atlético Féminas     | Ciudad Deportiva Rayo Vallecano | 17 de enero | 11:45 |
| Sevilla F. C.             | 1 - 0 | Fundación Albacete   | José Ramón Cisneros Palacios    | 17 de enero | 16:30 |
| U. D. Collerense          | 0 - 1 | F. C. Barcelona      | Can Caimari                     | 18 de enero | 11:30 |
| C. E. Sant Gabriel        | 3 - 0 | Oviedo Moderno C. F. | José Luis Ruiz Casado           | 18 de enero | 12:00 |
| Valencia C. F.            | 3 - 1 | R. C. D. Espanyol    | Municipal de Beniferri          | 18 de enero | 12:00 |
| C. D. Transportes Alcaine | 1 - 1 | Santa Teresa C. D.   | Pedro Sancho                    | 18 de enero | 12:00 |
| Sporting de Huelva        | 2 - 2 | Athletic Club        | Polideportivo Pepe San Andrés   | 18 de enero | 12:00 |
| Real Sociedad             | 0 - 1 | Levante U. D.        | Instalaciones de Zubieta        | 18 de enero | 12:30 |

| F. C. Barcelona      | 1 - 2 | Valencia C. F.            | Ciudad Deportiva Joan Gamper    | 24 de enero | 11:45 |
| Santa Teresa C. D.   | 1 - 0 | U. D. Collerense          | I. D. M. El Vivero              | 25 de enero | 11:15 |
| Athletic Club        | 0 - 0 | Rayo Vallecano            | Instalaciones de Lezama         | 25 de enero | 11:30 |
| Levante U. D.        | 3 - 1 | Sevilla F. C.             | Polideportivo de Nazaret        | 25 de enero | 12:00 |
| Fundación Albacete   | 0 - 0 | C. D. Transportes Alcaine | Ciudad Deportiva Andrés Iniesta | 25 de enero | 12:00 |
| R. C. D. Espanyol    | 2 - 0 | C. E. Sant Gabriel        | Ciutat Esportiva Dani Jarque    | 25 de enero | 12:15 |
| Atlético Féminas     | 3 - 1 | Real Sociedad             | Miniestadio Cerro del Espino    | 25 de enero | 12:30 |
| Oviedo Moderno C. F. | 2 - 2 | Sporting de Huelva        | Manuel Díaz Vega                | 25 de enero | 12:30 |

| Real Sociedad             | 1 - 1 | Athletic Club        | Instalaciones de Zubieta        | 31 de enero  | 11:45 |
| C. D. Transportes Alcaine | 0 - 0 | Levante U. D.        | Pedro Sancho                    | 31 de enero  | 16:45 |
| Santa Teresa C. D.        | 0 - 4 | F. C. Barcelona      | I. D. M. El Vivero              | 1 de febrero | 11:45 |
| U. D. Collerense          | 2 - 1 | Fundación Albacete   | Can Caimari                     | 1 de febrero | 12:00 |
| Sporting de Huelva        | 3 - 2 | R. C. D. Espanyol    | Polideportivo Pepe San Andrés   | 1 de febrero | 12:00 |
| C. E. Sant Gabriel        | 1 - 3 | Valencia C. F.       | José Luis Ruiz Casado           | 1 de febrero | 12:00 |
| Sevilla F. C.             | 1 - 1 | Atlético Féminas     | José Ramón Cisneros Palacios    | 1 de febrero | 13:00 |
| Rayo Vallecano            | 1 - 0 | Oviedo Moderno C. F. | Ciudad Deportiva Rayo Vallecano | 1 de febrero | 16:00 |

| F. C. Barcelona      | 5 - 0 | C. E. Sant Gabriel        | Ciudad Deportiva Joan Gamper    | 14 de febrero | 11:45 |
| Oviedo Moderno C. F. | 2 - 2 | Real Sociedad             | Manuel Díaz Vega                | 14 de febrero | 17:30 |
| Levante U. D.        | 5 - 0 | U. D. Collerense          | Polideportivo de Nazaret        | 15 de febrero | 11:00 |
| Fundación Albacete   | 1 - 1 | Santa Teresa C. D.        | Ciudad Deportiva Andrés Iniesta | 15 de febrero | 11:30 |
| Athletic Club        | 7 - 0 | Sevilla F. C.             | Instalaciones de Lezama         | 15 de febrero | 11:30 |
| Valencia C. F.       | 1 - 1 | Sporting de Huelva        | Municipal de Beniferri          | 15 de febrero | 12:00 |
| R. C. D. Espanyol    | 2 - 0 | Rayo Vallecano            | Ciutat Esportiva Dani Jarque    | 15 de febrero | 13:30 |
| Atlético Féminas     | 2 - 2 | C. D. Transportes Alcaine | Miniestadio Cerro del Espino    | 15 de febrero | 16:00 |

| C. D. Transportes Alcaine | 0 - 0 | Athletic Club        | Pedro Sancho                    | 21 de febrero | 11:45 |
| Real Sociedad             | 3 - 0 | R. C. D. Espanyol    | Instalaciones de Zubieta        | 22 de febrero | 11:00 |
| Santa Teresa C. D.        | 0 - 0 | Levante U. D.        | I. D. M. El Vivero              | 22 de febrero | 11:30 |
| U. D. Collerense          | 0 - 0 | Atlético Féminas     | Can Caimari                     | 22 de febrero | 11:30 |
| Fundación Albacete        | 0 - 2 | F. C. Barcelona      | Ciudad Deportiva Andrés Iniesta | 22 de febrero | 12:00 |
| Sporting de Huelva        | 2 - 0 | C. E. Sant Gabriel   | Polideportivo Pepe San Andrés   | 22 de febrero | 12:00 |
| Sevilla F. C.             | 5 - 2 | Oviedo Moderno C. F. | José Ramón Cisneros Palacios    | 22 de febrero | 12:30 |
| Rayo Vallecano            | 0 - 2 | Valencia C. F.       | Ciudad Deportiva Rayo Vallecano | 22 de febrero | 12:30 |

| Valencia C. F.       | 1 - 0 | Real Sociedad             | Municipal de Beniferri       | 28 de febrero | 11:45 |
| Athletic Club        | 6 - 0 | U. D. Collerense          | Instalaciones de Lezama      | 1 de marzo    | 11:30 |
| Oviedo Moderno C. F. | 2 - 1 | C. D. Transportes Alcaine | Manuel Díaz Vega             | 1 de marzo    | 12:00 |
| F. C. Barcelona      | 7 - 0 | Sporting de Huelva        | Ciudad Deportiva Joan Gamper | 1 de marzo    | 12:00 |
| Levante U. D.        | 8 - 1 | Fundación Albacete        | Polideportivo de Nazaret     | 1 de marzo    | 12:00 |
| R. C. D. Espanyol    | 2 - 1 | Sevilla F. C.             | Ciutat Esportiva Dani Jarque | 1 de marzo    | 12:00 |
| Atlético Féminas     | 1 - 0 | Santa Teresa C. D.        | Miniestadio Cerro del Espino | 1 de marzo    | 12:30 |
| C. E. Sant Gabriel   | 1 - 3 | Rayo Vallecano            | José Luis Ruiz Casado        | 1 de marzo    | 13:00 |

| Rayo Vallecano            | 2 - 1 | Sporting de Huelva   | Ciudad Deportiva Rayo Vallecano | 7 de marzo | 11:45 |
| U. D. Collerense          | 1 - 2 | Oviedo Moderno C. F. | Can Caimari                     | 8 de marzo | 11:00 |
| Santa Teresa C. D.        | 0 - 3 | Athletic Club        | I. D. M. El Vivero              | 8 de marzo | 11:45 |
| Real Sociedad             | 2 - 1 | C. E. Sant Gabriel   | Instalaciones de Zubieta        | 8 de marzo | 12:00 |
| Levante U. D.             | 1 - 2 | F. C. Barcelona      | Polideportivo de Nazaret        | 8 de marzo | 12:00 |
| C. D. Transportes Alcaine | 1 - 2 | R. C. D. Espanyol    | Pedro Sancho                    | 8 de marzo | 12:00 |
| Sevilla F. C.             | 1 - 3 | Valencia C. F.       | José Ramón Cisneros Palacios    | 8 de marzo | 12:00 |
| Fundación Albacete        | 1 - 3 | Atlético Féminas     | Ciudad Deportiva Andrés Iniesta | 8 de marzo | 12:30 |

| C. E. Sant Gabriel   | 3 - 0 | Sevilla F. C.             | José Luis Ruiz Casado         | 14 de marzo | 11:45 |
| Valencia C. F.       | 2 - 1 | C. D. Transportes Alcaine | Municipal de Beniferri        | 14 de marzo | 17:30 |
| Athletic Club        | 4 - 2 | Fundación Albacete        | Instalaciones de Lezama       | 15 de marzo | 11:30 |
| R. C. D. Espanyol    | 5 - 2 | U. D. Collerense          | Ciutat Esportiva Dani Jarque  | 15 de marzo | 12:00 |
| F. C. Barcelona      | 3 - 1 | Rayo Vallecano            | Ciudad Deportiva Joan Gamper  | 15 de marzo | 12:00 |
| Sporting de Huelva   | 2 - 2 | Real Sociedad             | Polideportivo Pepe San Andrés | 15 de marzo | 12:15 |
| Oviedo Moderno C. F. | 1 - 2 | Santa Teresa C. D.        | Manuel Díaz Vega              | 15 de marzo | 12:30 |
| Atlético Féminas     | 3 - 1 | Levante U. D.             | Miniestadio Cerro del Espino  | 15 de marzo | 17:15 |

| C. D. Transportes Alcaine | 0 - 1 | C. E. Sant Gabriel   | Pedro Sancho                    | 21 de marzo | 16:30 |
| Atlético Féminas          | 1 - 1 | F. C. Barcelona      | Miniestadio Cerro del Espino    | 22 de marzo | 10:00 |
| U. D. Collerense          | 2 - 1 | Valencia C. F.       | Can Caimari                     | 22 de marzo | 10:30 |
| Santa Teresa C. D.        | 1 - 1 | R. C. D. Espanyol    | I. D. M. El Vivero              | 22 de marzo | 11:45 |
| Levante U. D.             | 4 - 1 | Athletic Club        | Polideportivo de Nazaret        | 22 de marzo | 12:00 |
| Fundación Albacete        | 3 - 1 | Oviedo Moderno C. F. | Ciudad Deportiva Andrés Iniesta | 22 de marzo | 12:00 |
| Sevilla F. C.             | 0 - 5 | Sporting de Huelva   | José Ramón Cisneros Palacios    | 22 de marzo | 12:00 |
| Real Sociedad             | 2 - 3 | Rayo Vallecano       | Instalaciones de Zubieta        | 22 de marzo | 12:00 |

| Athletic Club        | 0 - 0 | Atlético Féminas          | Instalaciones de Lezama         | 28 de marzo | 11:45 |
| Rayo Vallecano       | 2 - 1 | Sevilla F. C.             | Ciudad Deportiva Rayo Vallecano | 28 de marzo | 15:00 |
| C. E. Sant Gabriel   | 1 - 0 | U. D. Collerense          | José Luis Ruiz Casado           | 29 de marzo | 11:00 |
| Oviedo Moderno C. F. | 0 - 0 | Levante U. D.             | Manuel Díaz Vega                | 29 de marzo | 11:00 |
| R. C. D. Espanyol    | 2 - 1 | Fundación Albacete        | Ciutat Esportiva Dani Jarque    | 29 de marzo | 12:00 |
| Valencia C. F.       | 1 - 1 | Santa Teresa C. D.        | Municipal de Beniferri          | 29 de marzo | 12:00 |
| F. C. Barcelona      | 3 - 0 | Real Sociedad             | Ciudad Deportiva Joan Gamper    | 29 de marzo | 12:00 |
| Sporting de Huelva   | 3 - 0 | C. D. Transportes Alcaine | Polideportivo Pepe San Andrés   | 29 de marzo | 12:15 |

| C. D. Transportes Alcaine | 1 - 2 | Rayo Vallecano       | Pedro Sancho                    | 2 de abril | 12:30 |
| Atlético Féminas          | 3 - 0 | Oviedo Moderno C. F. | Miniestadio Cerro del Espino    | 2 de abril | 17:00 |
| Fundación Albacete        | 2 - 2 | Valencia C. F.       | Ciudad Deportiva Andrés Iniesta | 3 de abril | 12:00 |
| Athletic Club             | 1 - 0 | F. C. Barcelona      | Instalaciones de Lezama         | 4 de abril | 11:45 |
| U. D. Collerense          | 2 - 3 | Sporting de Huelva   | Can Caimari                     | 5 de abril | 11:00 |
| Sevilla F. C.             | 2 - 1 | Real Sociedad        | José Ramón Cisneros Palacios    | 5 de abril | 11:30 |
| Santa Teresa C. D.        | 2 - 0 | C. E. Sant Gabriel   | I. D. M. El Vivero              | 5 de abril | 11:45 |
| Levante U. D.             | 3 - 2 | R. C. D. Espanyol    | Polideportivo de Nazaret        | 5 de abril | 12:00 |

| Valencia C. F.       | 1 - 2 | Levante U. D.             | Municipal de Beniferri          | 11 de abril | 11:45 |
| Oviedo Moderno C. F. | 0 - 2 | Athletic Club             | Manuel Díaz Vega                | 11 de abril | 19:00 |
| C. E. Sant Gabriel   | 2 - 0 | Fundación Albacete        | José Luis Ruiz Casado           | 12 de abril | 11:00 |
| Real Sociedad        | 0 - 0 | C. D. Transportes Alcaine | Instalaciones de Zubieta        | 12 de abril | 12:00 |
| F. C. Barcelona      | 8 - 0 | Sevilla F. C.             | Ciudad Deportiva Joan Gamper    | 12 de abril | 12:00 |
| Sporting de Huelva   | 2 - 0 | Santa Teresa C. D.        | Polideportivo Pepe San Andrés   | 12 de abril | 12:15 |
| R. C. D. Espanyol    | 0 - 1 | Atlético Féminas          | Ciutat Esportiva Dani Jarque    | 12 de abril | 12:15 |
| Rayo Vallecano       | 1 - 1 | U. D. Collerense          | Ciudad Deportiva Rayo Vallecano | 12 de abril | 12:45 |

| Atlético Féminas          | 1 - 1 | Valencia C. F.     | Miniestadio Cerro del Espino    | 18 de abril | 11:45 |
| U. D. Collerense          | 1 - 4 | Real Sociedad      | Can Caimari                     | 19 de abril | 11:00 |
| Athletic Club             | 7 - 1 | R. C. D. Espanyol  | Instalaciones de Lezama         | 19 de abril | 11:30 |
| Santa Teresa C. D.        | 3 - 1 | Rayo Vallecano     | I. D. M. El Vivero              | 19 de abril | 11:45 |
| C. D. Transportes Alcaine | 5 - 3 | Sevilla F. C.      | Pedro Sancho                    | 19 de abril | 12:00 |
| Oviedo Moderno C. F.      | 0 - 0 | F. C. Barcelona    | Manuel Díaz Vega                | 19 de abril | 12:00 |
| Fundación Albacete        | 3 - 0 | Sporting de Huelva | Ciudad Deportiva Andrés Iniesta | 19 de abril | 12:00 |
| Levante U. D.             | 3 - 0 | C. E. Sant Gabriel | Polideportivo de Nazaret        | 19 de abril | 17:00 |

| Valencia C. F.            | 0 - 2 | Athletic Club        | Municipal de Beniferri          | 25 de abril | 11:45 |
| C. E. Sant Gabriel        | 1 - 3 | Atlético Féminas     | José Luis Ruiz Casado           | 26 de abril | 11:00 |
| Sevilla F. C.             | 0 - 1 | U. D. Collerense     | José Ramón Cisneros Palacios    | 26 de abril | 12:00 |
| Sporting de Huelva        | 1 - 1 | Levante U. D.        | Polideportivo Pepe San Andrés   | 26 de abril | 12:00 |
| C. D. Transportes Alcaine | 0 - 4 | F. C. Barcelona      | Pedro Sancho                    | 26 de abril | 12:00 |
| Real Sociedad             | 2 - 0 | Santa Teresa C. D.   | Instalaciones de Zubieta        | 26 de abril | 12:00 |
| R. C. D. Espanyol         | 4 - 0 | Oviedo Moderno C. F. | Ciutat Esportiva Dani Jarque    | 26 de abril | 12:15 |
| Rayo Vallecano            | 1 - 3 | Fundación Albacete   | Ciudad Deportiva Rayo Vallecano | 26 de abril | 12:30 |

| Atlético Féminas     | 2 - 0 | Sporting de Huelva        | Miniestadio Cerro del Espino    | 1 de mayo | 18:00 |
| F. C. Barcelona      | 3 - 0 | R. C. D. Espanyol         | Ciudad Deportiva Joan Gamper    | 2 de mayo | 11:45 |
| Santa Teresa C. D.   | 3 - 1 | Sevilla F. C.             | I. D. M. El Vivero              | 3 de mayo | 11:45 |
| U. D. Collerense     | 0 - 1 | C. D. Transportes Alcaine | Can Caimari                     | 3 de mayo | 12:00 |
| Oviedo Moderno C. F. | 0 - 3 | Valencia C. F.            | Manuel Díaz Vega                | 3 de mayo | 12:00 |
| Fundación Albacete   | 2 - 2 | Real Sociedad             | Ciudad Deportiva Andrés Iniesta | 3 de mayo | 12:00 |
| Athletic Club        | 2 - 0 | C. E. Sant Gabriel        | Instalaciones de Lezama         | 3 de mayo | 12:00 |
| Levante U. D.        | 1 - 1 | Rayo Vallecano            | Polideportivo de Nazaret        | 3 de mayo | 12:45 |

## Datos y estadísticas
Actualizado hasta la jornada 24
| Pos. | Jugadora           | Club               | Goles |
| ---- | ------------------ | ------------------ | ----- |
| 1ª   | Adriana Martín     | Levante U. D.      | 18    |
| 2ª   | María Paz Vilas    | Valencia C. F.     | 17    |
| 3ª   | Sonia Bermúdez     | F. C. Barcelona    | 15    |
| 4ª   | Carolina Férez     | Valencia C. F.     | 13    |
| 4ª   | Priscila Borja     | Rayo Vallecano     | 13    |
| 6ª   | Erika Vázquez      | Athletic Club      | 12    |
| 7ª   | Carla Gómez        | C. E. Sant Gabriel | 11    |
| 8ª   | Ana "Willy" Romero | F. C. Barcelona    | 10    |
| 8ª   | Nekane Díez        | Athletic Club      | 10    |
| 8ª   | Yulema Corres      | Athletic Club      | 10    |

| Pos. | Jugadora      | Club               | G. E. | Minutos | Coeficiente |
| ---- | ------------- | ------------------ | ----- | ------- | ----------- |
| 1ª   | Laura Ràfols  | F. C. Barcelona    | 8     | 1978    | 1:247,25    |
| 2ª   | Lola Gallardo | Atlético de Madrid | 16    | 1980    | 1:123,75    |
| 3ª   | Mariajo Pons  | Valencia C. F.     | 15    | 1799    | 1:119,93    |
| 4ª   | Sandra Paños  | Levante U. D.      | 20    | 2138    | 1:106,9     |
| 5ª   | Alícia Gómez  | Rayo Vallecano     | 22    | 2070    | 1:94,09     |

### Otros datos

#### Hat-tricks
| Jugadora          | Equipo             | Rival              | Resultado | Jornada |
| ----------------- | ------------------ | ------------------ | --------- | ------- |
| Nekane Díez       | Athletic Club      | Sporting de Huelva | 5–1 (l)   | 1       |
| Brandi Vega       | Oviedo Moderno     | Real Sociedad      | 1–3 (v)   | 4       |
| Sonia Bermúdez    | F. C. Barcelona    | Fundación Albacete | 8–0 (l)   | 5       |
| Patricia Martínez | Sporting de Huelva | C. E. Sant Gabriel | 2–6 (v)   | 5       |
| Mari Paz Vilas    | Valencia C. F.     | Real Sociedad      | 2–5 (v)   | 6       |
| Jennifer Hermoso  | F. C. Barcelona    | Oviedo Moderno     | 5–1 (l)   | 13*     |
| Adriana Martín    | U. D. Levante      | C. E. Sant Gabriel | 0–3 (v)   | 13*     |
| Lucía García      | Oviedo Moderno     | Santa Teresa C. D. | 2–3 (v)   | 8       |
| Yulema Corres     | Athletic Club      | C. E. Sant Gabriel | 1–4 (v)   | 15      |

(l) local; (v) visitante; * jornada adelantada